# Sutermeister (Familie)
Die Familie Sutermeister ist eine Familie Schweizer Herkunft.

## Geschichte
Ein Sudermeyger befindet sich im Zofinger Steuerregister von 1465. Der Name Suttermeister erscheint erstmals 1536 im Zofinger Güterverzeichnis. Ab 1536 erscheinen in Handbüchern und Tagebüchern Suttermeyster, Suttermeister und Sutermeister. Der erste Namensträger, Hans Sutermeister (1510–1575), wurde 1536 Zofinger Stadtbürger und in den dortigen Schützengilde aufgenommen. Die Familie war ab 1569 öffentlich beurkundet, Familienmitglieder konnten so in die Berner Regierung gewählt werden. Die deutsche Familie Zuttermeister stammt vom gleichen Hans Sutermeister ab.
Der Name Sutermeister könnte durch einen Schuhmacher Magister sutorum aus dem Kloster St. Urban, oder durch die Heirat eines Herrn Suter mit einer Frau Meister entstanden sein.

## Stammliste

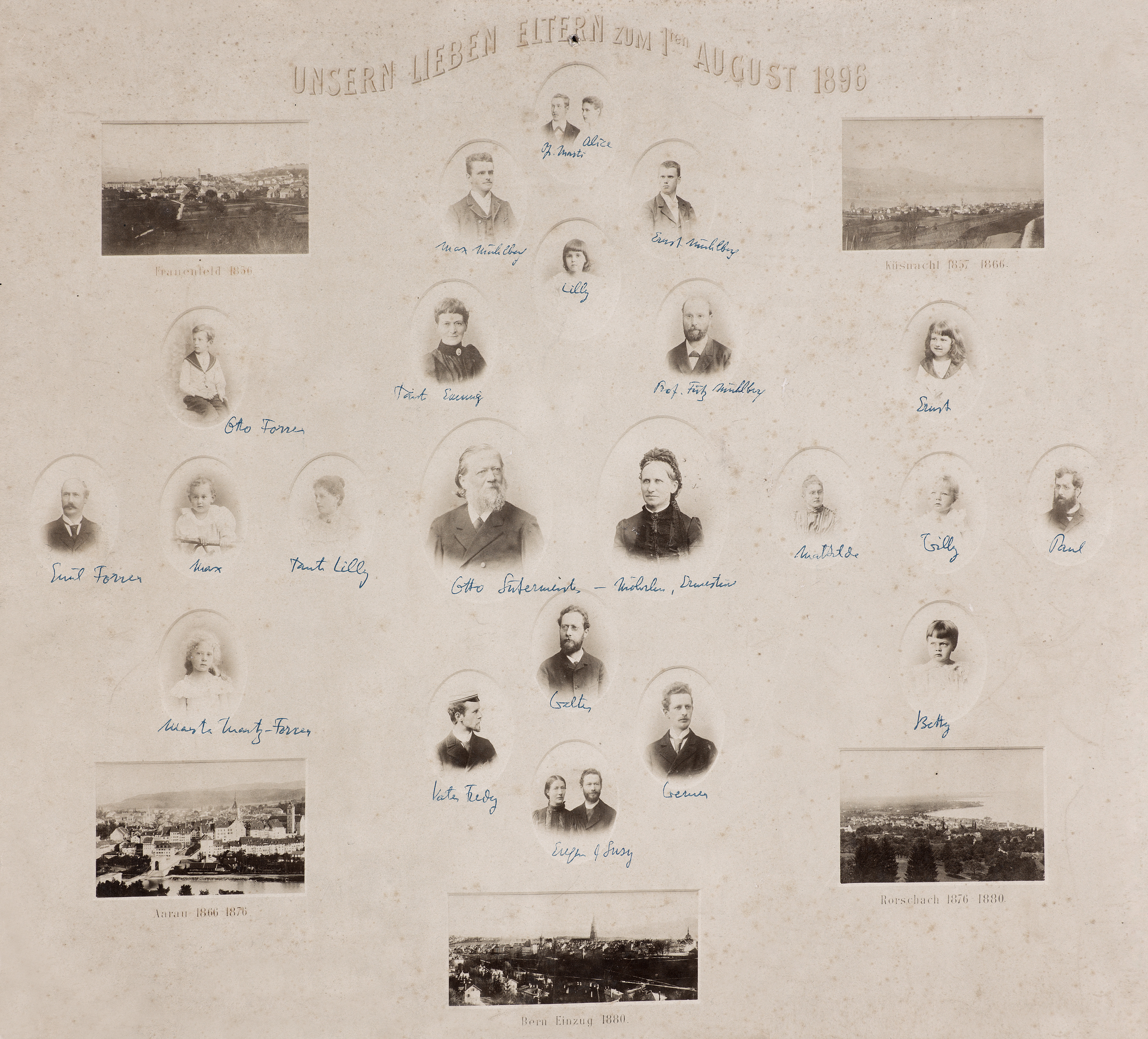
Stammbaum mit dem Ehepaar Ernestine Moehrlen (1832–1900) und Otto Sutermeister (1832–1901) in der Mitte

(Quellen: )
|                                                                                  |                                                                                  |                                                                                  |                                                                                  |                                                                                  |                                                                                  |  |  |                                 |                                 |                                 |                                 |                                 |                                 |  |  | Daniel Sutermeister (1688–1757) ⚭ Elisabeth Sprüngli (1691–1759) |                                         |                                         |                                         |                                         |                                         |  |  |                   |                   |                   |                   |                   |                   |  |  |                                                                     |                                                                     |                                                                     |                                                                     |                                                                     |                                                                     |  |  |                         |                         |                         |                         |                         |                         |  |  |                                                    |                                                    |                                                    |                                                    |                                                    |                                                    |  |  |                   |                   |                   |                   |                   |                   |  |  |  |  |  |  |  |  |  |  |  |  |  |  |  |  |  |  |  |  |  |  |  |  |  |  |  |  |  |  |  |  |  |  |  |  |  |  |  |  |  |  |
|                                                                                  |                                                                                  |                                                                                  |                                                                                  |                                                                                  |                                                                                  |  |  |                                 |                                 |                                 |                                 |                                 |                                 |  |  |                                                                  |                                         |                                         |                                         |                                         |                                         |  |  |                   |                   |                   |                   |                   |                   |  |  |                                                                     |                                                                     |                                                                     |                                                                     |                                                                     |                                                                     |  |  |                         |                         |                         |                         |                         |                         |  |  |                                                    |                                                    |                                                    |                                                    |                                                    |                                                    |  |  |                   |                   |                   |                   |                   |                   |  |  |  |  |  |  |  |  |  |  |  |  |  |  |  |  |  |  |  |  |  |  |  |  |  |  |  |  |  |  |  |  |  |  |  |  |  |  |  |  |  |  |
|                                                                                  |                                                                                  |                                                                                  |                                                                                  |                                                                                  |                                                                                  |  |  |                                 |                                 |                                 |                                 |                                 |                                 |  |  |                                                                  |                                         |                                         |                                         |                                         |                                         |  |  |                   |                   |                   |                   |                   |                   |  |  |                                                                     |                                                                     |                                                                     |                                                                     |                                                                     |                                                                     |  |  |                         |                         |                         |                         |                         |                         |  |  |                                                    |                                                    |                                                    |                                                    |                                                    |                                                    |  |  |                   |                   |                   |                   |                   |                   |  |  |  |  |  |  |  |  |  |  |  |  |  |  |  |  |  |  |  |  |  |  |  |  |  |  |  |  |  |  |  |  |  |  |  |  |  |  |  |  |  |  |
| Johann Konrad (1722–1771) ⚭ Anna Katharina Ringier (1717–1797)                   | Johann Konrad (1722–1771) ⚭ Anna Katharina Ringier (1717–1797)                   | Johann Konrad (1722–1771) ⚭ Anna Katharina Ringier (1717–1797)                   | Johann Konrad (1722–1771) ⚭ Anna Katharina Ringier (1717–1797)                   | Johann Konrad (1722–1771) ⚭ Anna Katharina Ringier (1717–1797)                   | Johann Konrad (1722–1771) ⚭ Anna Katharina Ringier (1717–1797)                   |  |  |                                 |                                 |                                 |                                 |                                 |                                 |  |  |                                                                  |                                         |                                         |                                         |                                         |                                         |  |  |                   |                   |                   |                   |                   |                   |  |  | Johann Heinrich (1733–1802) ⚭ Maria Katharina Rychner (1736–1772)   | Johann Heinrich (1733–1802) ⚭ Maria Katharina Rychner (1736–1772)   | Johann Heinrich (1733–1802) ⚭ Maria Katharina Rychner (1736–1772)   | Johann Heinrich (1733–1802) ⚭ Maria Katharina Rychner (1736–1772)   | Johann Heinrich (1733–1802) ⚭ Maria Katharina Rychner (1736–1772)   | Johann Heinrich (1733–1802) ⚭ Maria Katharina Rychner (1736–1772)   |  |  |                         |                         |                         |                         |                         |                         |  |  |                                                    |                                                    |                                                    |                                                    |                                                    |                                                    |  |  |                   |                   |                   |                   |                   |                   |  |  |  |  |  |  |  |  |  |  |  |  |  |  |  |  |  |  |  |  |  |  |  |  |  |  |  |  |  |  |  |  |  |  |  |  |  |  |  |  |  |  |
| Johann Konrad (1722–1771) ⚭ Anna Katharina Ringier (1717–1797)                   | Johann Konrad (1722–1771) ⚭ Anna Katharina Ringier (1717–1797)                   | Johann Konrad (1722–1771) ⚭ Anna Katharina Ringier (1717–1797)                   | Johann Konrad (1722–1771) ⚭ Anna Katharina Ringier (1717–1797)                   | Johann Konrad (1722–1771) ⚭ Anna Katharina Ringier (1717–1797)                   | Johann Konrad (1722–1771) ⚭ Anna Katharina Ringier (1717–1797)                   |  |  |                                 |                                 |                                 |                                 |                                 |                                 |  |  |                                                                  |                                         |                                         |                                         |                                         |                                         |  |  |                   |                   |                   |                   |                   |                   |  |  | Johann Heinrich (1733–1802) ⚭ Maria Katharina Rychner (1736–1772)   | Johann Heinrich (1733–1802) ⚭ Maria Katharina Rychner (1736–1772)   | Johann Heinrich (1733–1802) ⚭ Maria Katharina Rychner (1736–1772)   | Johann Heinrich (1733–1802) ⚭ Maria Katharina Rychner (1736–1772)   | Johann Heinrich (1733–1802) ⚭ Maria Katharina Rychner (1736–1772)   | Johann Heinrich (1733–1802) ⚭ Maria Katharina Rychner (1736–1772)   |  |  |                         |                         |                         |                         |                         |                         |  |  |                                                    |                                                    |                                                    |                                                    |                                                    |                                                    |  |  |                   |                   |                   |                   |                   |                   |  |  |  |  |  |  |  |  |  |  |  |  |  |  |  |  |  |  |  |  |  |  |  |  |  |  |  |  |  |  |  |  |  |  |  |  |  |  |  |  |  |  |
| Samuel Hieronymus (1752–1822) ⚭ Susanna Elisabeth Müller (1752–1812)             | Samuel Hieronymus (1752–1822) ⚭ Susanna Elisabeth Müller (1752–1812)             | Samuel Hieronymus (1752–1822) ⚭ Susanna Elisabeth Müller (1752–1812)             | Samuel Hieronymus (1752–1822) ⚭ Susanna Elisabeth Müller (1752–1812)             | Samuel Hieronymus (1752–1822) ⚭ Susanna Elisabeth Müller (1752–1812)             | Samuel Hieronymus (1752–1822) ⚭ Susanna Elisabeth Müller (1752–1812)             |  |  |                                 |                                 |                                 |                                 |                                 |                                 |  |  |                                                                  |                                         |                                         |                                         |                                         |                                         |  |  |                   |                   |                   |                   |                   |                   |  |  | Heinrich (1763–1802) ⚭ Elisabeth Gränicher (1763–1813)              | Heinrich (1763–1802) ⚭ Elisabeth Gränicher (1763–1813)              | Heinrich (1763–1802) ⚭ Elisabeth Gränicher (1763–1813)              | Heinrich (1763–1802) ⚭ Elisabeth Gränicher (1763–1813)              | Heinrich (1763–1802) ⚭ Elisabeth Gränicher (1763–1813)              | Heinrich (1763–1802) ⚭ Elisabeth Gränicher (1763–1813)              |  |  |                         |                         |                         |                         |                         |                         |  |  |                                                    |                                                    |                                                    |                                                    |                                                    |                                                    |  |  |                   |                   |                   |                   |                   |                   |  |  |  |  |  |  |  |  |  |  |  |  |  |  |  |  |  |  |  |  |  |  |  |  |  |  |  |  |  |  |  |  |  |  |  |  |  |  |  |  |  |  |
| Samuel Hieronymus (1752–1822) ⚭ Susanna Elisabeth Müller (1752–1812)             | Samuel Hieronymus (1752–1822) ⚭ Susanna Elisabeth Müller (1752–1812)             | Samuel Hieronymus (1752–1822) ⚭ Susanna Elisabeth Müller (1752–1812)             | Samuel Hieronymus (1752–1822) ⚭ Susanna Elisabeth Müller (1752–1812)             | Samuel Hieronymus (1752–1822) ⚭ Susanna Elisabeth Müller (1752–1812)             | Samuel Hieronymus (1752–1822) ⚭ Susanna Elisabeth Müller (1752–1812)             |  |  |                                 |                                 |                                 |                                 |                                 |                                 |  |  |                                                                  |                                         |                                         |                                         |                                         |                                         |  |  |                   |                   |                   |                   |                   |                   |  |  | Heinrich (1763–1802) ⚭ Elisabeth Gränicher (1763–1813)              | Heinrich (1763–1802) ⚭ Elisabeth Gränicher (1763–1813)              | Heinrich (1763–1802) ⚭ Elisabeth Gränicher (1763–1813)              | Heinrich (1763–1802) ⚭ Elisabeth Gränicher (1763–1813)              | Heinrich (1763–1802) ⚭ Elisabeth Gränicher (1763–1813)              | Heinrich (1763–1802) ⚭ Elisabeth Gränicher (1763–1813)              |  |  |                         |                         |                         |                         |                         |                         |  |  |                                                    |                                                    |                                                    |                                                    |                                                    |                                                    |  |  |                   |                   |                   |                   |                   |                   |  |  |  |  |  |  |  |  |  |  |  |  |  |  |  |  |  |  |  |  |  |  |  |  |  |  |  |  |  |  |  |  |  |  |  |  |  |  |  |  |  |  |
| Samuel Rudolf (1778–1860) ⚭ Katharina Bircher (1778–1824)                        | Samuel Rudolf (1778–1860) ⚭ Katharina Bircher (1778–1824)                        | Samuel Rudolf (1778–1860) ⚭ Katharina Bircher (1778–1824)                        | Samuel Rudolf (1778–1860) ⚭ Katharina Bircher (1778–1824)                        | Samuel Rudolf (1778–1860) ⚭ Katharina Bircher (1778–1824)                        | Samuel Rudolf (1778–1860) ⚭ Katharina Bircher (1778–1824)                        |  |  |                                 |                                 |                                 |                                 |                                 |                                 |  |  |                                                                  |                                         |                                         |                                         |                                         |                                         |  |  |                   |                   |                   |                   |                   |                   |  |  | Heinrich Cornelius (1792–1855) ⚭ Maria Salome Schlatter (1793–1855) | Heinrich Cornelius (1792–1855) ⚭ Maria Salome Schlatter (1793–1855) | Heinrich Cornelius (1792–1855) ⚭ Maria Salome Schlatter (1793–1855) | Heinrich Cornelius (1792–1855) ⚭ Maria Salome Schlatter (1793–1855) | Heinrich Cornelius (1792–1855) ⚭ Maria Salome Schlatter (1793–1855) | Heinrich Cornelius (1792–1855) ⚭ Maria Salome Schlatter (1793–1855) |  |  |                         |                         |                         |                         |                         |                         |  |  |                                                    |                                                    |                                                    |                                                    |                                                    |                                                    |  |  |                   |                   |                   |                   |                   |                   |  |  |  |  |  |  |  |  |  |  |  |  |  |  |  |  |  |  |  |  |  |  |  |  |  |  |  |  |  |  |  |  |  |  |  |  |  |  |  |  |  |  |
| Samuel Rudolf (1778–1860) ⚭ Katharina Bircher (1778–1824)                        | Samuel Rudolf (1778–1860) ⚭ Katharina Bircher (1778–1824)                        | Samuel Rudolf (1778–1860) ⚭ Katharina Bircher (1778–1824)                        | Samuel Rudolf (1778–1860) ⚭ Katharina Bircher (1778–1824)                        | Samuel Rudolf (1778–1860) ⚭ Katharina Bircher (1778–1824)                        | Samuel Rudolf (1778–1860) ⚭ Katharina Bircher (1778–1824)                        |  |  |                                 |                                 |                                 |                                 |                                 |                                 |  |  |                                                                  |                                         |                                         |                                         |                                         |                                         |  |  |                   |                   |                   |                   |                   |                   |  |  | Heinrich Cornelius (1792–1855) ⚭ Maria Salome Schlatter (1793–1855) | Heinrich Cornelius (1792–1855) ⚭ Maria Salome Schlatter (1793–1855) | Heinrich Cornelius (1792–1855) ⚭ Maria Salome Schlatter (1793–1855) | Heinrich Cornelius (1792–1855) ⚭ Maria Salome Schlatter (1793–1855) | Heinrich Cornelius (1792–1855) ⚭ Maria Salome Schlatter (1793–1855) | Heinrich Cornelius (1792–1855) ⚭ Maria Salome Schlatter (1793–1855) |  |  |                         |                         |                         |                         |                         |                         |  |  |                                                    |                                                    |                                                    |                                                    |                                                    |                                                    |  |  |                   |                   |                   |                   |                   |                   |  |  |  |  |  |  |  |  |  |  |  |  |  |  |  |  |  |  |  |  |  |  |  |  |  |  |  |  |  |  |  |  |  |  |  |  |  |  |  |  |  |  |
| Johann Konrad (1813–1880) ⚭ Angelika Klara Josepha Genoveva Mohr (1824–1849)     | Johann Konrad (1813–1880) ⚭ Angelika Klara Josepha Genoveva Mohr (1824–1849)     | Johann Konrad (1813–1880) ⚭ Angelika Klara Josepha Genoveva Mohr (1824–1849)     | Johann Konrad (1813–1880) ⚭ Angelika Klara Josepha Genoveva Mohr (1824–1849)     | Johann Konrad (1813–1880) ⚭ Angelika Klara Josepha Genoveva Mohr (1824–1849)     | Johann Konrad (1813–1880) ⚭ Angelika Klara Josepha Genoveva Mohr (1824–1849)     |  |  |                                 |                                 |                                 |                                 |                                 |                                 |  |  |                                                                  |                                         |                                         |                                         |                                         |                                         |  |  |                   |                   |                   |                   |                   |                   |  |  | Otto (1832–1901) ⚭ Ernestine Moehrlen (1832–1900)                   | Otto (1832–1901) ⚭ Ernestine Moehrlen (1832–1900)                   | Otto (1832–1901) ⚭ Ernestine Moehrlen (1832–1900)                   | Otto (1832–1901) ⚭ Ernestine Moehrlen (1832–1900)                   | Otto (1832–1901) ⚭ Ernestine Moehrlen (1832–1900)                   | Otto (1832–1901) ⚭ Ernestine Moehrlen (1832–1900)                   |  |  |                         |                         |                         |                         |                         |                         |  |  |                                                    |                                                    |                                                    |                                                    |                                                    |                                                    |  |  |                   |                   |                   |                   |                   |                   |  |  |  |  |  |  |  |  |  |  |  |  |  |  |  |  |  |  |  |  |  |  |  |  |  |  |  |  |  |  |  |  |  |  |  |  |  |  |  |  |  |  |
| Johann Konrad (1813–1880) ⚭ Angelika Klara Josepha Genoveva Mohr (1824–1849)     | Johann Konrad (1813–1880) ⚭ Angelika Klara Josepha Genoveva Mohr (1824–1849)     | Johann Konrad (1813–1880) ⚭ Angelika Klara Josepha Genoveva Mohr (1824–1849)     | Johann Konrad (1813–1880) ⚭ Angelika Klara Josepha Genoveva Mohr (1824–1849)     | Johann Konrad (1813–1880) ⚭ Angelika Klara Josepha Genoveva Mohr (1824–1849)     | Johann Konrad (1813–1880) ⚭ Angelika Klara Josepha Genoveva Mohr (1824–1849)     |  |  |                                 |                                 |                                 |                                 |                                 |                                 |  |  |                                                                  |                                         |                                         |                                         |                                         |                                         |  |  |                   |                   |                   |                   |                   |                   |  |  | Otto (1832–1901) ⚭ Ernestine Moehrlen (1832–1900)                   | Otto (1832–1901) ⚭ Ernestine Moehrlen (1832–1900)                   | Otto (1832–1901) ⚭ Ernestine Moehrlen (1832–1900)                   | Otto (1832–1901) ⚭ Ernestine Moehrlen (1832–1900)                   | Otto (1832–1901) ⚭ Ernestine Moehrlen (1832–1900)                   | Otto (1832–1901) ⚭ Ernestine Moehrlen (1832–1900)                   |  |  |                         |                         |                         |                         |                         |                         |  |  |                                                    |                                                    |                                                    |                                                    |                                                    |                                                    |  |  |                   |                   |                   |                   |                   |                   |  |  |  |  |  |  |  |  |  |  |  |  |  |  |  |  |  |  |  |  |  |  |  |  |  |  |  |  |  |  |  |  |  |  |  |  |  |  |  |  |  |  |
|                                                                                  |                                                                                  |                                                                                  |                                                                                  |                                                                                  |                                                                                  |  |  |                                 |                                 |                                 |                                 |                                 |                                 |  |  |                                                                  |                                         |                                         |                                         |                                         |                                         |  |  |                   |                   |                   |                   |                   |                   |  |  |                                                                     |                                                                     |                                                                     |                                                                     |                                                                     |                                                                     |  |  |                         |                         |                         |                         |                         |                         |  |  |                                                    |                                                    |                                                    |                                                    |                                                    |                                                    |  |  |                   |                   |                   |                   |                   |                   |  |  |  |  |  |  |  |  |  |  |  |  |  |  |  |  |  |  |  |  |  |  |  |  |  |  |  |  |  |  |  |  |  |  |  |  |  |  |  |  |  |  |
| Johann Rudolf (1845–1919) ⚭ Maria Barbara Felicita Emma Giusta Manni (1863–1911) | Johann Rudolf (1845–1919) ⚭ Maria Barbara Felicita Emma Giusta Manni (1863–1911) | Johann Rudolf (1845–1919) ⚭ Maria Barbara Felicita Emma Giusta Manni (1863–1911) | Johann Rudolf (1845–1919) ⚭ Maria Barbara Felicita Emma Giusta Manni (1863–1911) | Johann Rudolf (1845–1919) ⚭ Maria Barbara Felicita Emma Giusta Manni (1863–1911) | Johann Rudolf (1845–1919) ⚭ Maria Barbara Felicita Emma Giusta Manni (1863–1911) |  |  | Karl Konrad (Carlo) (1847–1918) | Karl Konrad (Carlo) (1847–1918) | Karl Konrad (Carlo) (1847–1918) | Karl Konrad (Carlo) (1847–1918) | Karl Konrad (Carlo) (1847–1918) | Karl Konrad (Carlo) (1847–1918) |  |  | Emilie (1858–1922) ⚭ Friedrich Mühlberg                          | Emilie (1858–1922) ⚭ Friedrich Mühlberg | Emilie (1858–1922) ⚭ Friedrich Mühlberg | Emilie (1858–1922) ⚭ Friedrich Mühlberg | Emilie (1858–1922) ⚭ Friedrich Mühlberg | Emilie (1858–1922) ⚭ Friedrich Mühlberg |  |  | Eugen (1862–1931) | Eugen (1862–1931) | Eugen (1862–1931) | Eugen (1862–1931) | Eugen (1862–1931) | Eugen (1862–1931) |  |  | Paul (1864–1905)                                                    | Paul (1864–1905)                                                    | Paul (1864–1905)                                                    | Paul (1864–1905)                                                    | Paul (1864–1905)                                                    | Paul (1864–1905)                                                    |  |  | Werner (1868–1939)      | Werner (1868–1939)      | Werner (1868–1939)      | Werner (1868–1939)      | Werner (1868–1939)      | Werner (1868–1939)      |  |  | Friedrich (1873–1934) ⚭ Maria Hunziker (1875–1947) | Friedrich (1873–1934) ⚭ Maria Hunziker (1875–1947) | Friedrich (1873–1934) ⚭ Maria Hunziker (1875–1947) | Friedrich (1873–1934) ⚭ Maria Hunziker (1875–1947) | Friedrich (1873–1934) ⚭ Maria Hunziker (1875–1947) | Friedrich (1873–1934) ⚭ Maria Hunziker (1875–1947) |  |  |                   |                   |                   |                   |                   |                   |  |  |  |  |  |  |  |  |  |  |  |  |  |  |  |  |  |  |  |  |  |  |  |  |  |  |  |  |  |  |  |  |  |  |  |  |  |  |  |  |  |  |
| Johann Rudolf (1845–1919) ⚭ Maria Barbara Felicita Emma Giusta Manni (1863–1911) | Johann Rudolf (1845–1919) ⚭ Maria Barbara Felicita Emma Giusta Manni (1863–1911) | Johann Rudolf (1845–1919) ⚭ Maria Barbara Felicita Emma Giusta Manni (1863–1911) | Johann Rudolf (1845–1919) ⚭ Maria Barbara Felicita Emma Giusta Manni (1863–1911) | Johann Rudolf (1845–1919) ⚭ Maria Barbara Felicita Emma Giusta Manni (1863–1911) | Johann Rudolf (1845–1919) ⚭ Maria Barbara Felicita Emma Giusta Manni (1863–1911) |  |  | Karl Konrad (Carlo) (1847–1918) | Karl Konrad (Carlo) (1847–1918) | Karl Konrad (Carlo) (1847–1918) | Karl Konrad (Carlo) (1847–1918) | Karl Konrad (Carlo) (1847–1918) | Karl Konrad (Carlo) (1847–1918) |  |  | Emilie (1858–1922) ⚭ Friedrich Mühlberg                          | Emilie (1858–1922) ⚭ Friedrich Mühlberg | Emilie (1858–1922) ⚭ Friedrich Mühlberg | Emilie (1858–1922) ⚭ Friedrich Mühlberg | Emilie (1858–1922) ⚭ Friedrich Mühlberg | Emilie (1858–1922) ⚭ Friedrich Mühlberg |  |  | Eugen (1862–1931) | Eugen (1862–1931) | Eugen (1862–1931) | Eugen (1862–1931) | Eugen (1862–1931) | Eugen (1862–1931) |  |  | Paul (1864–1905)                                                    | Paul (1864–1905)                                                    | Paul (1864–1905)                                                    | Paul (1864–1905)                                                    | Paul (1864–1905)                                                    | Paul (1864–1905)                                                    |  |  | Werner (1868–1939)      | Werner (1868–1939)      | Werner (1868–1939)      | Werner (1868–1939)      | Werner (1868–1939)      | Werner (1868–1939)      |  |  | Friedrich (1873–1934) ⚭ Maria Hunziker (1875–1947) | Friedrich (1873–1934) ⚭ Maria Hunziker (1875–1947) | Friedrich (1873–1934) ⚭ Maria Hunziker (1875–1947) | Friedrich (1873–1934) ⚭ Maria Hunziker (1875–1947) | Friedrich (1873–1934) ⚭ Maria Hunziker (1875–1947) | Friedrich (1873–1934) ⚭ Maria Hunziker (1875–1947) |  |  |                   |                   |                   |                   |                   |                   |  |  |  |  |  |  |  |  |  |  |  |  |  |  |  |  |  |  |  |  |  |  |  |  |  |  |  |  |  |  |  |  |  |  |  |  |  |  |  |  |  |  |
|                                                                                  |                                                                                  |                                                                                  |                                                                                  |                                                                                  |                                                                                  |  |  |                                 |                                 |                                 |                                 |                                 |                                 |  |  |                                                                  |                                         |                                         |                                         |                                         |                                         |  |  |                   |                   |                   |                   |                   |                   |  |  |                                                                     |                                                                     |                                                                     |                                                                     |                                                                     |                                                                     |  |  |                         |                         |                         |                         |                         |                         |  |  |                                                    |                                                    |                                                    |                                                    |                                                    |                                                    |  |  |                   |                   |                   |                   |                   |                   |  |  |  |  |  |  |  |  |  |  |  |  |  |  |  |  |  |  |  |  |  |  |  |  |  |  |  |  |  |  |  |  |  |  |  |  |  |  |  |  |  |  |
| Guido (1884–1964)                                                                | Guido (1884–1964)                                                                | Guido (1884–1964)                                                                | Guido (1884–1964)                                                                | Guido (1884–1964)                                                                | Guido (1884–1964)                                                                |  |  |                                 |                                 |                                 |                                 |                                 |                                 |  |  | Max (Mühlberg) (1873–1947)                                       | Max (Mühlberg) (1873–1947)              | Max (Mühlberg) (1873–1947)              | Max (Mühlberg) (1873–1947)              | Max (Mühlberg) (1873–1947)              | Max (Mühlberg) (1873–1947)              |  |  |                   |                   |                   |                   |                   |                   |  |  |                                                                     |                                                                     |                                                                     |                                                                     |                                                                     |                                                                     |  |  | Hans Martin (1907–1977) | Hans Martin (1907–1977) | Hans Martin (1907–1977) | Hans Martin (1907–1977) | Hans Martin (1907–1977) | Hans Martin (1907–1977) |  |  | Heinrich (1910–1995)                               | Heinrich (1910–1995)                               | Heinrich (1910–1995)                               | Heinrich (1910–1995)                               | Heinrich (1910–1995)                               | Heinrich (1910–1995)                               |  |  | Peter (1916–2003) | Peter (1916–2003) | Peter (1916–2003) | Peter (1916–2003) | Peter (1916–2003) | Peter (1916–2003) |  |  |  |  |  |  |  |  |  |  |  |  |  |  |  |  |  |  |  |  |  |  |  |  |  |  |  |  |  |  |  |  |  |  |  |  |  |  |  |  |  |  |